# Fäderneslandet
För andra betydelser, se Fäderneslandet (olika betydelser).
Fäderneslandet var en svensk tidning som utgavs periodvis under åren 1830–1954. Den var under långa perioder beryktad som skandaltidning – Lars Johan Hierta refererade till tidningen med anagrammet Fanderseländet, som följde tidningen genom hela dess historia.

## Historik

### 1830–1833

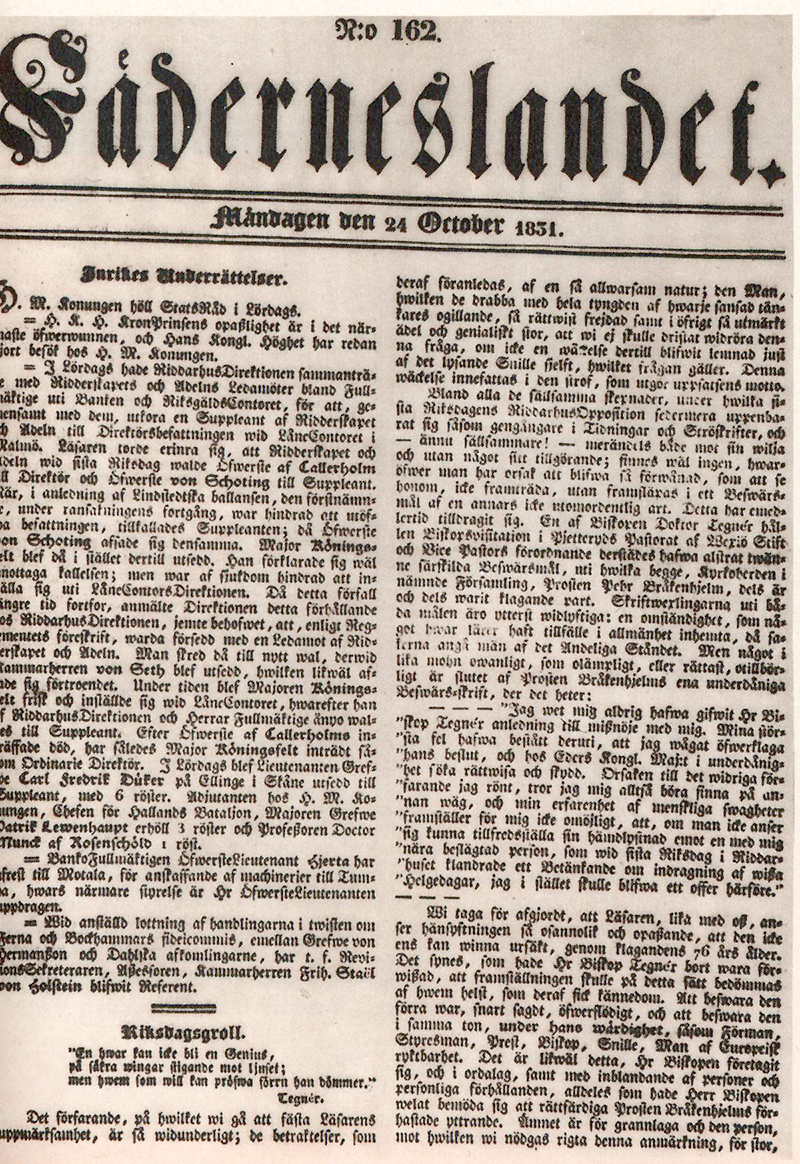
Fäderneslandet 24 oktober 1831

Tidningen Fäderneslandet startades av Magnus Jacob Crusenstolpe i Stockholm i december 1830 (några dagar innan Lars Johan Hierta publicerade Aftonbladets första nummer). Tidningen var monarkistisk och stöddes ekonomiskt av kungen. När stödet drogs in fallerade tidningen 1833, varefter Crusenstolpe bytte sida och åter började samarbeta med Hierta.

### 1852–1857
År 1852 gavs Fäderneslandet ut igen, denna gång i Lund av Nils Rudolf Munck af Rosenschöld, även känd som Munkensköld. Tidningen drev vad som i moderna termer skulle kallas populistisk kampanjjournalistik mot orättvisor i samhället, mot statskyrkan och mot kungliga och adliga privilegier. Artiklarna möttes regelbundet av protester och stämningar. Vid något tillfälle lär utgivaren ha haft 11 tryckfrihetsmål på gång samtidigt.

### 1857–1914

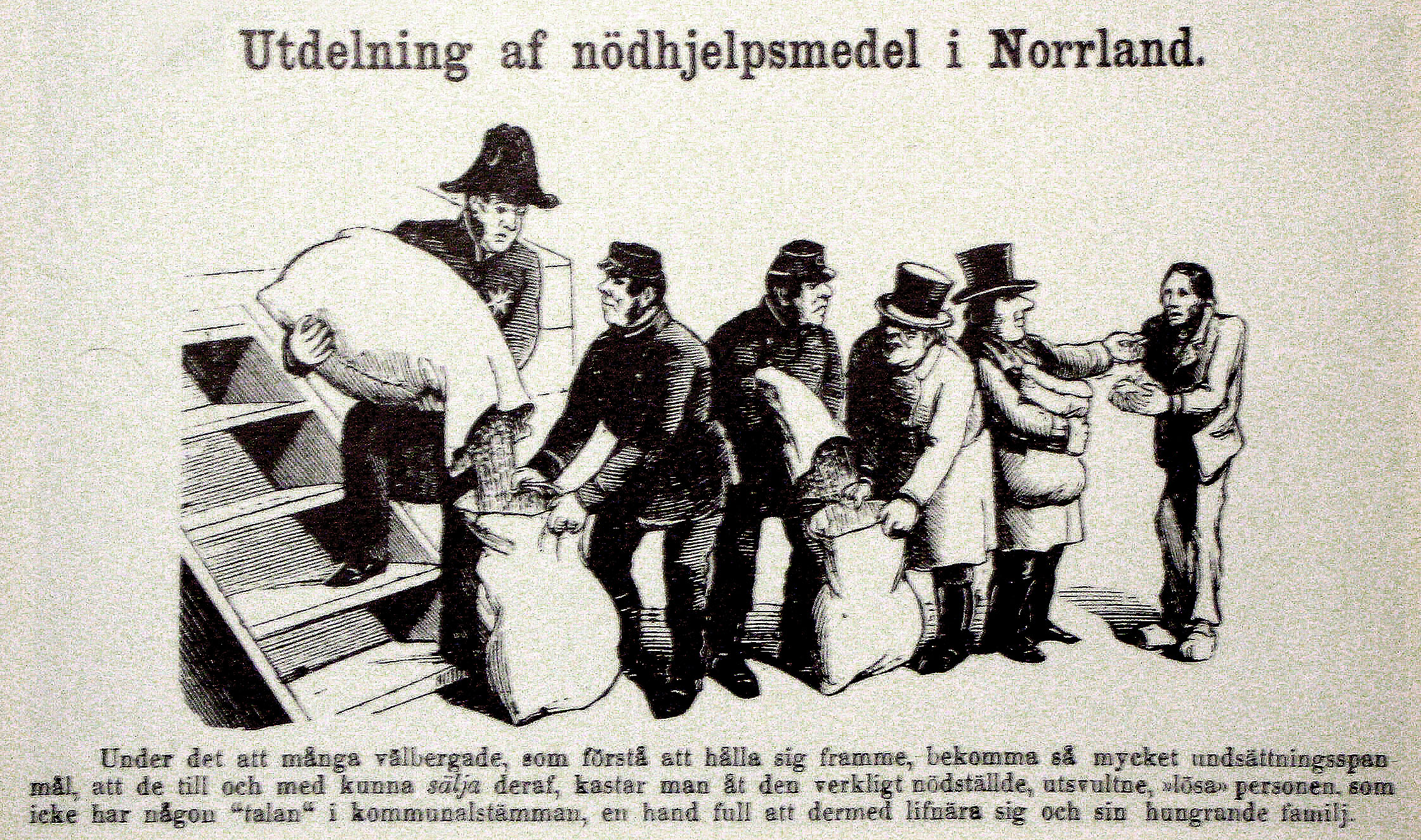
Kritisk teckning ur tidningen från 1867, då Norrland drabbades av en svältkatastrof. Landshövdingen, kronolänsman och kommunens storbönder roffar åt sig säckar med nödhjälpsspannmål. Den svältande till höger får bara en handfull.

År 1857 tvingades Munck att överlämna tidningen till en av sina fordringsägare, J.F. Hagström. Tidningen var under 1870-talet en av Sveriges största tidningar med cirka 15.000 exemplar i upplaga. En pressforskare beskrev tidningen som  "en säregen företeelse i den svenska pressen: politiskt på sitt vis radikal, ständigt kritisk mot myndigheter och ämbetsmän men också ytterst begiven på skandal och personförföljelse".

### 1914–1933
Framemot sekelskiftet 1900 hade tidningen blivit allt obetydligare, men 1914 trädde Carl Sigfrid Dahlin, född 1873, in som ägare och redaktör. Han gav ut Fäderneslandet under parollen ”jag är människa och intet mänskligt är mig främmande". Tidningen förde kampanjer mot personer och företeelser som stämplades som politiska strebrar, arbetarplågare, bankhajar, och så vidare. Antisemitiska inslag och ren personförföljelse var heller inte ovanligt. Tidningens medarbetare höll sig generellt sett anonyma.
Tidningen angrep även sin egen bransch, och 1917 försökte Aftonbladet, Svenska Dagbladet och Stockholms-Tidningen åstadkomma en bojkott av tidningen. Detta försök misslyckades. 1923 organiserades en landsomfattande bojkott mot smutspress och skandaljournalistik, inklusive veckotidningen Dementin med huvudsakligt syfte att arbeta mot Fäderneslandet. Kampanjen hade dock inte heller någon särskild inverkan på sitt mål.
1926 inledde Mollie Faustman en kampanj i DN som 1927 slutligen ledde till att tidningen uteslöts från distribution av den 1925 bildade Distributionsnämnden.
| ”                                                      | Nog skulle jag vilja veta varför en tidning som Fäderneslandet tillåts existera år efter år. Jag minns den från min spädaste barndom och jag är säker på att dess otäcka löpsedlar komma att kanta gatorna då jag färdas min sista färd. Allt är förgängligt, men denna skvaller- smuts- och skandaltidning är evig. Kan ingen ta livet av den? | „ |
| – Mollie Faustman ("Vagabonde "), DN 21 september 1926 | |   |

Dahlin började 1933 på nytt att ge ut sin tidning i samband med ett misslyckat försök att lansera ett nytt politiskt parti, kallat "Nationalradikala Samlingspartiet".

### Slutet
Den 15 december 1952 återuppstod Fäderneslandet, men den 20 mars 1954 stoppade Distributionsnämnden Fäderneslandet för gott.